# Amblyseius omaloensis
Amblyseius omaloensis är en spindeldjursart som beskrevs av Gomelauri 1968. Amblyseius omaloensis ingår i släktet Amblyseius och familjen Phytoseiidae. Inga underarter finns listade i Catalogue of Life.